# 安達帕區
14°39′S 49°39′E / 14.650°S 49.650°E

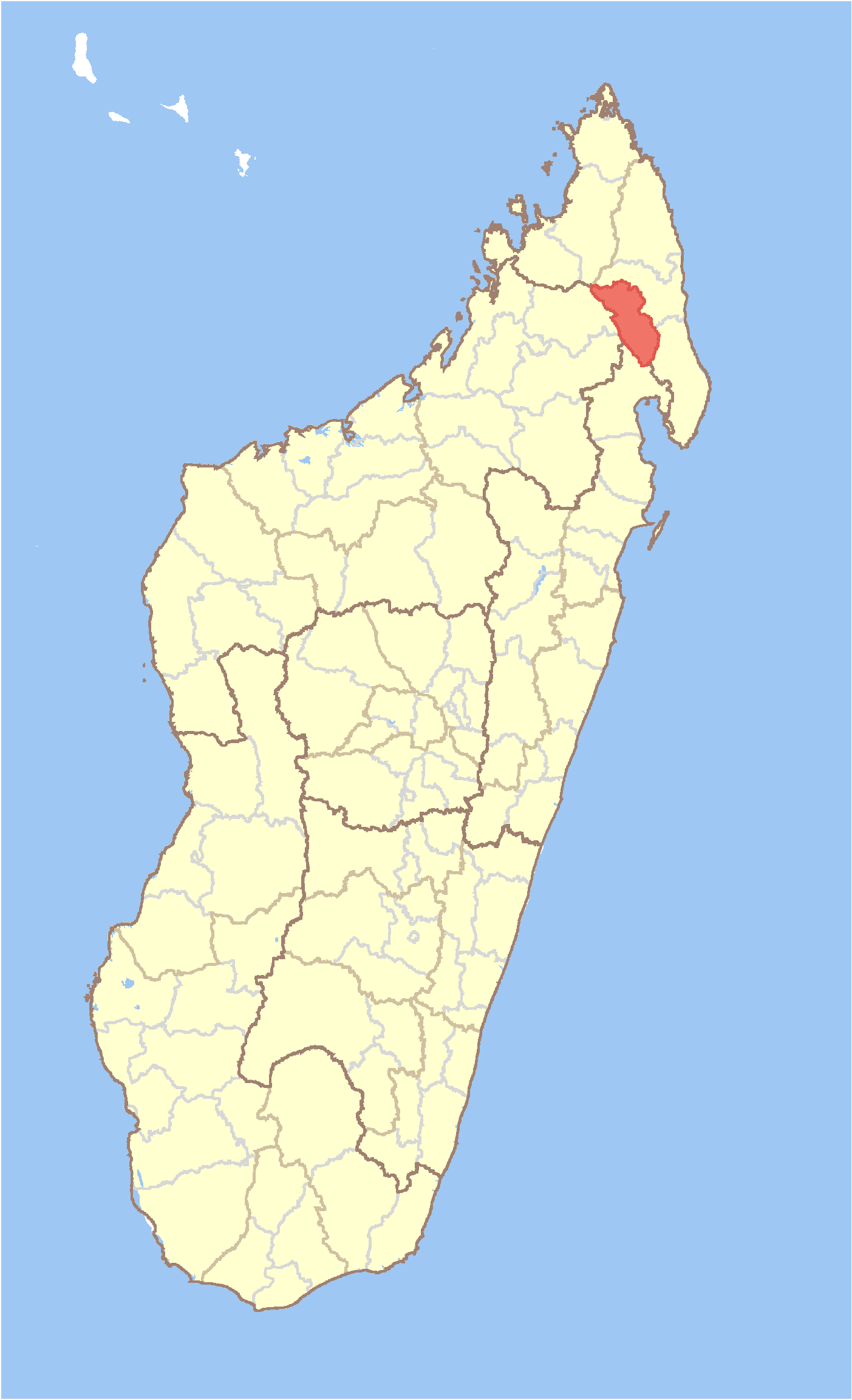

安達帕區，是馬達加斯加的行政區，位於該國東北部，由薩瓦區負責管轄，首府設於安達帕，面積4,444平方公里，2011年人口179,918，人口密度每平方公里40人。